# 中子捕獲治療
中子俘获疗法（NCT）是一种放射性疗法。在NCT中，通过投送硼等对中子吸收截面大的物质至病灶，再利用不同元素对中子的吸收程度进行选择性治疗。组织中常见的氢、氧和氮等元素对慢中子吸收截面小，不易与中子发生作用，故正常组织不易被影响。反之，通过将具有較大吸收截面的物质精确注入病灶，就可利用其与中子反应时发生的α粒子或β粒子等透过性较差的粒子，局部性地破坏病灶周围的组织。这个方法可用于治疗原发性脑肿瘤等无法通过切除治疗的恶性肿瘤。

## 历史
继詹姆斯·查兌克在1932年首次发现中子后，T科学家在1935年发现了10硼核对热中子的捕获性。反应产生的11硼极不稳定，迅速裂变产生α粒子和一个7Li离子。1936年，富兰克林研究所的科学家G. L. 罗切认识到了该性质在医疗上的潜力，并建议将中子俘获用于癌症治疗。1951年，W. H. 斯威特首次将这一技术应用于恶性脑瘤的治疗；并于1954年通过与布鲁克海文国家实验室和麻省总医院的合作，使用四硼酸钠作为输送剂，开创了多形性胶质母细胞瘤BNCT临床治疗的先河。

## 基本原理
NCT分两个步骤进行。第一步是注射一种非放射性的同位素肿瘤定位药物。这种定位药物需要对慢中子具有至少较其他正常组织中元素大几倍的吸收截面。第二步是用超热中子对病人进行照射，超热中子在穿透组织时会与组织作用并耗散能量。達到既定的作用能量時，就会被定位药物吸收，并释放出高能粒子。定位药剂中的同位素会由此发生衰变，放出alpfa粒子等作用距离短的粒子，对病变组织进行杀伤。
迄今为止，大部分中子俘获疗法都使用非放射性同位素硼-10作为特征吸收元素。这种使用硼为导向药剂的方法称为硼中子俘获疗法（BNCT）。虽然有利用其他非放射性同位素的方法（例如钆），但是由于安全性尚未证实，并未用于临床。对BNCT的临床评价是一种可替代常规放射治疗恶性脑肿瘤（胶质瘤）的方法，目前亦可用于复发性局部晚期头颈部癌的治疗。

## 硼中子俘获疗法（BNCT）
BNCT是基于天然元素硼中占有大约20%的非放射性硼-10能够发生中子俘获进而发生核裂变。10硼在受到适当能量的中子照射后会生成活化的硼-11随即裂变为高能α粒子（氦原子核）和高能7Li核。其核反应为：
{\displaystyle B^{10}+n^{th}\rightarrow [B^{11}]^{*}\rightarrow \alpha +Li^{7}+2.31MeV}
高能α粒子和锂离子均可在反应瞬间，在大约5-9µm的靶(细胞)直径的微间距范围内发生游離。俘获反应的致死强度被限于含硼细胞。所以说，BNCT可以被视为一种生物性和物理性的靶向放射治疗。BNCT的成功与否取决于肿瘤是否攝入足够量的10硼，并使其尽可能減少肿瘤周围的人体正常组织吸收該藥物[6]。這樣人体的正常组织就可以免于核俘获和核裂变带来的伤害。人体正常组织对[剂量]的[耐受性]可以通过测量人正常组织中参与核俘获反应的氢和氮得知。
人工合成的硼输送剂有许多种，但目前可供临床治疗使用的只有两种。第一种是多面体硼烷阴离子，亦称钠硼笼化物或BSH（{\displaystyle Na_{2}B_{12}H_{11}SH}），主要是在日本使用。第二种是二羟基硼苯丙氨酸衍生物，亦称硼笼苯基丙氨酸或BPA。后者在美国，欧洲，日本，阿根廷和台湾用于臨床試驗。BPA和BSH均通过静脉输注给药，对肿瘤灶进行中子照射，中子源由经特殊改造的核反应堆提供。截止到1994年，在日本主要使用低能（<0.5eV）热中子束[8]，由于其在人体组织的穿透深度有限，有更强穿透深度的更高能量（>0.5eV<10keV）的超热中子束已经在美国[9] [10]，欧洲[11] [12]和日本[13] [14]的临床试治中使用。
理论上讲，BNCT是一种高度选择性的，以肿瘤细胞为靶，不对肿瘤周围正常细胞和组织造成辐射损伤的放射治疗。和需要6-7周的常规体外射束光子放射治疗相比，用于BNCT达到60-70 Gy的剂量可以在一或两个给药时间段送入肿瘤细胞。然而，BNCT的有效性要取决于10硼在肿瘤中分布的相对均匀性，这一点目前仍是限制BNCT成功的一个尚未解决的难题。

## 基于放射生物学的考虑
BNCT中输送到肿瘤和人体正常组织中的放射剂量是因下述三种不同线性能量传递（LET）的，即沿着一个电离粒子路径的能量损失率，电离辐射而直接产生的能量沉积:
1. 主要由人体正常组织的氢原子[1H(n, γ)2H]在俘获热中子后产生的低能LET γ-射线
2. 由快中子散射产生的和氮原子[14N(n, p)14C]俘获热中子后产生的高能LET质子，及
3. 由热中子俘获以及作为10B[10B(n, α)7Li]裂变反应产物的高能LET较重带电α粒子（剥离后的4He核）和7Li核。

由于癌细胞和其周围的人体正常组织均在辐射场中，即使是有非常理想的超热中子束，也会不可避免地产生非特异性的，含有高能和低能LET辐射的本底剂量。然而，较之邻近的人体正常组织，含有10B浓度较高的癌细胞吸收的总辐射剂量较高，这也就是BNCT治疗的优点所在[15]。输送到任何组织的总辐射剂量（Gy）可以表示为，以每一高能LET剂量乘以其使放射生物效应增加的加权因数（Gyw）的总和。

## 临床剂量测量学
近来，在对高度恶性脑胶质瘤病人使用BPA药物结合超热中子束的临床试治中，均采用了生物加权因数。作用于病人头皮由10B(n, α)7Li产生的剂量可基于进行BNCT时测量病人血液中硼浓度获得，假设血液与头皮中硼浓度比为1.5:1，皮肤的BPA复合生物有效性（CBE）加权因数为2.5。对用于所有人体组织对中子束中的高能LET成分（如α粒子），使用一个相对生物有效性（RBE）因数3.2。RBE因数用于各种类型的电离辐射生物有效性的对比。高能LET成分包括由人体正常组织中的氮在俘获反应后产生的质子，快中子与氢碰撞后产生的反冲质子[15]。必须强调的是，硼输送剂在人体组织中的分布应该类似于其在实验动物模型中的分布，以便用实验得出的数值对用于临床放疗的辐射剂量进行评估[15]。有关计算剂量测量学和治疗计划的更详细的资料，有兴趣的读者可以参考对本专题的综合审评[16]。 

## 硼输送剂
BNCT硼输送剂的开发始于50年前，目前仍是一个亟待解决的困难工作。已经开发出一些具有供BNCT应用的潜力的含有10B的输送剂 [7] [17]。对一种成功的硼输送剂的最为重要的要求是：1. 对全身毒性低，对人体正常组织摄入低，对肿瘤而言，则是其恶性程度越高摄入越高，指输送至脑（T:Br）和肿瘤，输送到血液（T:Bl）的浓度比（>3-4:1）。2. 输送剂在肿瘤中的浓度在~2010B/g肿瘤。 3. 在BNCT过程中能够迅速从病人血液和正常组织中清除，但在肿瘤内持续存留。然而应当说明的是，现在尚无一种硼输送剂能够满足所有这些准则要求。随着新型化学合成技术的发展，随着人类对生物和生化要求知识的积累，我们需要找出一种有效的输送剂和输送模式，已经有一些新型的硼输送剂面世（见表1）。
- 表1. 当前正在使用的或正在评价中的新型低分子和高分子量硼输送剂

| *硼笼苯基丙氨酸（BPA）                | *钠硼笼化物 （BHS）                            |
| 十二硼酸盐簇血脂和胆固醇衍生物        | 碳硼烷核苷                                     |
| “GB10”（Na2B10H10）                   | 卟啉胆固醇酯                                   |
| 胆固醇酯类似物                        | 硼化表皮生长因子和抗表皮生长因子受体单克隆抗体 |
| 硼化DNA金属插入剂                     | 含硼纳米粒子                                   |
| 转铁球蛋白-聚乙二醇（TF-PEG）脂质体   | 碳硼烷四氮卟吩                                 |
| 非天然氨基酸                          | 硼化DNA环肽                                    |
| 十二氢笼型十二硼酸簇                  | 碳化硼粒子                                     |
| *这些是已用于临床的仅有的两种硼输送剂 |                                                |

## 钆中子俘获疗法（Gd NCT）
NCT中对可能使用钆-157（157Gd）作为俘获剂的兴趣源于下述原因[18]：第一也是最为重要的一点是其具有非常高的，可达到254,000靶恩的中子俘获截面。第二点是钆化合物（如钆喷葡胺 马根维显®）被常规用于磁共振成像的对比剂，并在组织培养（体外）方面显示出被脑肿瘤细胞高度摄入的结果[19]。第三点是γ-射线和内转换及俄歇电子为157Gd (n，γ)158Gd 俘获反应的产物 。
157Gd + nth (0.025eV) → [158Gd] → 158Gd + γ + 7.94MeV
和其他辐射相比，尽管γ-射线有较长射程，更大的穿透深度数量级，其他辐射产物（内转换及俄歇电子）的射程约为一个细胞的直径，可以直接损伤DNA。所以，如果能将157Gd置于细胞核中，对产成DNA杀伤力大有裨益。然而，将钆纳入生物活性分子的可能性研究少之又少，目前被研究的仅限于很少几个潜在的用于Gd NCT的输送剂[20] [21]。
与多种含硼化合物相比，相对较少的几种钆输送剂的动物实验研究已经进行（见表1），这些钆输送剂经人工合成并做了实验动物（体外）评估。作为钆输送剂[22]，尽管用于含钆磁共振成像对比剂马根维显®显示了其体外活性，但对动物实验肿瘤模型[21] [23] Gb NCT的功效研究只有屈指可数的几例，迄今为止，Gb NCT从未用于人的临床治疗。

## 中子源

### 核反应堆
NCT的中子源限于核反应堆，在本文中我们只能对最近出版刊物中有更详细描述的资料加以总结整理[24]。根据其能域范围，源于反应堆的中子可分为：热中子（En < 0.5eV）和超热中子（0.5eV < En < 10keV）或快中子（En > 10keV）。由于常用于10B(n,α)7Li俘获反应，热中子在BNCT中最为重要。然而，热中子的穿透深度有限，目前临床治疗更趋向使用在穿透人体组织后能量衰减至热中子能域的超热中子。
已经开发出了一些有着非常好中子束的核反应堆包括：
1. 日本熊取县的京都大学研究堆（KURR）
2. 美国麻省理工学院研究堆（MITR）
3. 阿根廷巴里洛切的RA-6 CNEA反应堆
4. 荷兰佩滕的高通量堆（HFR）
5. 芬兰艾斯堡VTT科学研究中心的FiR1（Triga Mk II）研究堆
6. 台灣國立清華大學水池式反應器(THOR)

尽管目前已不再用于BNCT，MITR的中子照射设施仍可代表用于BNCT的超热中子束的当今最高水平，具备在10到15分钟完成一个照射野的能力，这已经接近于肿瘤与正常组织剂量理论上的最大比值。令人遗憾的是HFR和MITR均没有用于近期的临床研究。芬兰FiR1（Triga Mk II）研究堆的BNCT设施于1999年启用，出于财政方面的原因，该堆在2012年停用，其BNCT设施的命运目前不得而知。最后应说明的是，一座低功率“医院”紧凑型核反应堆在中国北京完成了设计和建造，但目前仅是在实验的基础上治疗了很少几例的皮肤黑色素瘤病人[25]。
加速器亦用于产生超热中子，许多国家正致力于加速器基中子源（ABNS）的开发。有兴趣的读者可以查阅近期出版的第15届和第16届国际NCT会议论文集[26] [27]以得到有关该专题更为详细的资料。ABNS，这种以高能量质子轰击一个7Li靶的核反应，无疑是更具发展前景。一种利用辐射动力学原理的强流地那米（Dynamitron）加速器，将一厚锂板作为固定靶的实验性BNCT设施于上世纪末在英国伯明翰大学启用，但到目前为止并未在该设施上做任何临床研究。 

### 旋加速器
最近，日本住友重工开发出了原型回旋加速器基中子源（C-BENS）[28]并将其安装在京都大学粒子放射肿瘤学研究中心，目前用于第I阶段临床试治以评价其对高度恶性脑胶质瘤病人的安全性。第二台C-BENS由三菱重工制造，应该在2016年在日本筑波大学付诸临床应用。日立公司正在东京建造第三台C-BENS，第四台在日本仙台正处于评价阶段。第五台C-BENS正在研发，其加速器将由美国麻省丹弗斯GT先进技术公司制造，其液体7Li靶的设计由大阪大学承担。作为一示范项目，包括大阪大学在内的财团机构将对其进行评价。一旦临床试治启动，第五台C-BENS将在这些ABNS与过去用于提供中子源的反应堆的对比方面发挥重要作用。

## 脑肿瘤BNCT的临床研究

### 美国和日本的早期研究
直至上世纪五十年代，纽约布鲁克海文国家实验室（BNL）的法尔，麻省总医院（MGH）的斯威特和布劳内尔才开始使用麻省理工学院（MIT）的核反应堆（MITR）[29]并以几种不同低分子量的硼化合物作为含硼药物进行了首次脑肿瘤BNCT临床试治。但这些研究结果令人失望，且直至上世纪末，美国没有展开进一步临床试治。
以研究员的身份在斯威特的实验室工作两年后，日本的畑中弘在1967年又开始了临床研究。他使用的是对人体组织穿透性能低的低能量热中子束，以首先由索罗威在麻省总医院[30]开发的钠硼笼化物（BHS）为硼输送剂。在畑中弘的临床治疗程序中[31]，首先是对肿瘤进行尽可能多地外科手术切除（肿瘤减积术），在手术一段时间后通过缓慢输入给予BSH，原先是动脉输注，以后改为静脉输注。12至14小时后，在一座或几个不同的核反应堆中选一个使用低量能热中子束进行BNCT。由于低能量热中子束对组织穿透性能较软，及考虑到皮肤的厚度因素，必须开颅骨窗以便对暴露的脑部进行直接照射，斯威特和他的团队最早也是首先采用过这一程序。
在畑中弘治疗了200多位病人后，其助手中川[8]接替了他的事业。出于病人人口分布的不均匀性的原因，从其肿瘤恶性程度，肿瘤尺寸和病人完成正常每天活动的能力（卡氏功能状态）的显微诊断不可能对治疗效果得出确定性的结论。然而，与同期接受标准治疗的病人相比，接受BNCT治疗后病人的生存时间数据并不低，有几个病人享受着长时间的生存，极有可能是脑肿瘤治愈的案例[8]。

### 美国和日本目前进行的临床研究
在上世纪九十年代中期，美国在布鲁克海文国家实验室的医学研究堆（BMRR）和哈佛/麻省理工学院（MIT）的研究堆（MITR）重新开始了对脑肿瘤和几例皮肤黑色素瘤病人的BNCT治疗。美国首次采用了BPA作为硼输送剂并在病人的照射中首次使用了比热中子有更强组织穿透力性能的，经过准直的高能量超热中子束。这一治疗实践证实了病人有对高能量超热中子束很好的耐受性，但与接受常规治疗的病人比较，病人平均存活时间并无明显差别[9] [10]。
在日本，宫武和川端在京都大学研究堆研究所（KURRI）启动了采用BPA（500mg/kg）结合BSH（100mg/kg），静脉输注两个小时后进行中子照射的科研实验计划。10个病人的平均存活时间为15.6个月，其中一例为长期存活病人，时间超过5年[14]。基于实验动物数据[32]所显示的BNCT结合X-射线照射加量较之单一使用BNCT有更长时间的存活时间，宫武和川端在BNCT中结合了前述的X-射线照射加量[13]。20-30 Gy的总剂量分割为每天2 Gy进行给药。该组病人平均存活时间为23.5个月，除脱发外，未观察到对病人的明显毒性作用。这些结果说明，BNCT结合X-射线照射的治疗方式值得在更大的病人群中进行评价。另一在日本由山本等人进行的试治中，BPA和BSH的输注一个小时后在日本研究堆（JRR）4号堆[33]进行了BNCT，并在此后对病人进行了X-射线照射加量。总体平均存活时间为27.1个月，1年和2年存活率分别达到87.5%和62.5%。基于宫武，川端和山本的报告，BNCT结合X-射线照射加量可以产生有意义的治疗结果。须做进一步研究以优化这种结合治疗方案并在更大的病人群中进行评价。

### 芬兰的临床研究
芬兰赫尔辛基大学中心医院和VTT技术研究中心的临床医生和核工程师对大约200多名患恶性胶质瘤（胶质母细胞瘤）及头颈部癌病人，在其接受标准治疗后及在肿瘤复发后，使用BPA为硼输送剂[11] [12]进行了BNCT。病人的胶质瘤平均进展时间为3个月，总体平均存活时间为7个月。对这些结果和其他对复发性恶性胶质瘤病人的报告结果的比较存在困难，但对今后将BNCT作为对复发性肿瘤病人的一种抢救性治疗的研究而言，芬兰的结果则可称之为起点。尽管其或可具有经济可行性[34]，芬兰目前尚无对其设施进行进一步研究的计划。
- 表2. 可以使用超热中子束对罹患脑胶质瘤*病人进行BNCT临床试治的统计

| 反应堆设施*                                                                    | 病人数量和治疗时间 | 输送剂               | 平均存活时间(月)            | 参考文献 |
| ------------------------------------------------------------------------------ | ------------------ | -------------------- | --------------------------- | -------- |
| 美国BMRR                                                                       | 53 （1994-1999）   | BPA 250-330mg/kg     | 12.8                        | [9]      |
| 美国MITR                                                                       | 20 （1996-1999）   | BPA 250-350mg/kg     | 11.1                        | [10]     |
| 日本KURRI                                                                      | 40 （1998-2008）   | BPA 500mg/kg         | 23.5 (原发 + X-射线)        | [13][14] |
| 日本JRR-4                                                                      | 15 （1998-2007）   | BPA 250mg/kg +BSH 5g | 10.8 (复发) 27.1（+X-射线)  | [33]     |
| 瑞典R2-0                                                                       | 30 （2001-2007）   | BPA 900mg/kg         | 17.7 (原发)                 | [35][36] |
| 芬兰FiR1                                                                       | 50 （1999-2012）   | BPA 290-400mg/kg     | 11.0-21.9 (原发) 7.0 (复发) | [11]     |
| 荷兰HFR                                                                        | 26 （1997-2002）   | BSH 100mg/kg         | 10.4-13.2                   | [37]     |
| *有关BNCT临床试治更为综合性的数据汇编可以参阅“放射肿瘤学”期刊7:146-167,2012[2] |                    |                      |                             |          |

### 瑞典的临床研究
作为本节内容的结束语，我们最后对瑞典使用BPA和一条较之以前日本使用的热束，具有对人体组织穿透性能更强的超热中子束所进行的临床试治做出如下概括总结。瑞典所进行的研究与以前所有临床试治的迥然不同之处，在于BPA总给药量加大到900mg/kg，并基于对实验动物的研究，展示了在药物输注6小时后[30]，静脉输注超过6小时[35] [36] [38]，渗透性肿瘤细胞对BPA的加强摄入。较长时间的药物输注并未超出为此次研究招募的30名病人对药物的耐受性。对所有病人都进行了两个野的照射，加权平均全脑剂量为3.2-6.1 Gy，至肿瘤的最小剂量的范围在15.4至54.3 Gy(w)。承担此次研究的一些瑞典调查人员曾对结果评价持反对意见。根据不完整的生存率数据统计，所报道的平均生存时间为14.2个月，肿瘤进展时间为5.8个月[35]。对完整生存率数据更为详细的检查显示[36]，与接受标准外科手术治疗后进行放射治疗（RT）并服用替莫唑胺（TMZ）[36]药物病人15.5个月的平均生存时间相比，在瑞典治疗的病人平均生存时间延长至17.7个月。再有，BNCT后不良反应发生率为14%，低于只做放射治疗后的21%，但两者均低于放射治疗结合服用TMZ。如果这组从较高剂量的BPA给药和6小时的输注时间得到的改善生存率数据可以被其他方法，最好是随机临床试治所确认，这将是在脑肿瘤 BNCT方面向前迈出了具有重要意义的一步，尤其是与光子加量的结合。

## 颅外肿瘤BNCT的临床研究

### 头颈部癌
在过去的十多年中[40]，仅有的最为重要的临床进步就是对复发性头颈部区域肿瘤病人在所有其他治疗手段均告失败的情况下应用BNCT。这方面的研究首先由加藤等人[40]和后来的其他几个研究小组在日本及坎康兰塔和她的同事在芬兰进行[12]。所有这些研究，全都使用BPA或者BPA结合BSH为硼输送剂，按照组织病理学分类中肿瘤异质性的分组对病人进行治疗，其中为数最多的是复发性鳞状细胞癌。加藤等人对已无进一步治疗选择[40]的26名晚期癌症病人，在1-2小时的BPA或BPA+BSH的静脉输注给药后使用超热中子束进行的BNCT进行了连续的报道。其中12例肿瘤完全消退，10例肿瘤部分消退，4例肿瘤进展。平均生存时间13.6个月，6年存活率达到24%。对包括脑坏死，骨质疏松，急性黏膜炎和脱发在内各种并发症（不良事件）进行了有意义治疗。
对30名已不能进行外科手术治疗的患头颈部区域[12]局部复发性鳞状细胞癌的病人，加藤等人对他们的I/II阶段治疗的预期研究结果进行了报道。他们都是接受过两次，有几例是一次BPA（400mg/kg）给药，静脉输注超过2小时后进行中子照射的病人。在所评价过的29名病人中，13例症状完全缓解，9例症状部分缓解，总体响应率为76%。最常见的不良事件为口腔粘膜炎，口腔痛和疲乏。根据这一临床结果，可以得出的结论是BNCT对已不能进行外科手术治疗的，以前接受过放射治疗的头颈部癌病人有效。一些持续响应所表现出的进展通常在以前复发性肿瘤灶的位置。正如前述中子源一节中所指出，所有临床研究均在芬兰进行，但由于直接参与的VTT和博尼卡（Boneca）两家公司出现了经济困难，此项临床研究宣告结束。不论怎样，在今后使用加速器中子源之时，该项临床研究将有可能重新启动。最后应说明是，台湾对一组12名患局部复发性头颈部癌的病人在其国立清华大学的清华开放池堆（THOR）[41]进行了治疗。作为I/II阶段临床试治的部分内容，其中11名病人在30天的时间间隔接受了两次剂量分割放射治疗，其响应率为58%，且毒性在可接受的范围。

### 其他类型的肿瘤
其他的颅外肿瘤治疗包括恶性黑色素瘤，最先由日本的三岛丰和他的临床试治团队在神户大学[42]使用BPA药物和热中子束进行。几乎所有病人的状况都得到了控制，其中一些病人被治愈。就在最近，平冢纯一和他的同事在川崎医科大学医院对头颈部区域，外阴和阴道黑色素瘤病人治疗上取得了令人瞩目的临床结果[43]。最后要说的是，阿根廷的首例BNCT临床试治在2003年10月份[44]实现，亦对几名皮肤黑色素病人进行了治疗。

### 结肠直肠癌
宗塔等人在意大利[45]对两名结肠癌已经扩散到肝脏的病人分别在2001年和2003年进行了治疗。病人接受BPA药物静脉输注后，随即摘除肝脏（肝脏切除术）。肝脏在病人体外（体外循环）的情况下进行了BNCT后再重新植入病人体内。第一名病人取得了非常好的治疗效果，生存时间超过4年，但另一名病人在治疗后由于心脏病并发症一个月内死亡[46]。很显然，这是在肝转移癌治疗方面所进行的非常具有挑战性的尝试，当然，其今后得到广泛的使用的可能性微乎其微。然而，对第一名病人取得的理想临床治疗结果已经在原理上得到验证。最后要说的是，日本的柳江和他的同事对几例患复发性直肠癌的病人进行了BNCT治疗。尽管没有长期结果报道，但短期的临床响应已得到证明[47]。

## 结论
BNCT是代表核技术与化学，生物学和医学相结合，用于治疗恶性胶质瘤和复发性头颈部癌的一种方法。可以这样说，听起来有些悲凉，驱使我们继续这一领域研究的动力竟可部分地归于在开发其他更有效的肿瘤治疗方法上所面临的停滞不前的处境。对于已经没有有效方法治疗的原发性和复发性恶性肿瘤来说，BNCT与其他治疗方法相结合，包括外科手术，化疗，体外射束放射治疗，或可算是一种最好的辅助治疗手段。临床研究已经显示了BNCT的安全性。临床医生和研究人员所面临的挑战是怎样往下走。BNCT的优点在于可以有选择性地向肿瘤输入照射剂量的同时，使尽可能低的剂量进入到人体正常组织。正是由于BNCT这一重要特性，使得其在对已经接受了大剂量照射的各种恶性肿瘤病人的抢救性治疗方面尤为引人瞩目。还应说明的是，尽管BNCT只能算作一种姑息性的治疗方法，它却可以产生明显的临床响应，这一点，已被对视作难以治疗的几组复发性头颈部癌病人的治疗经验所证实。
NCT和BNCT尚需解决的问题包括：
1. 为BNCT开发出多的肿瘤选择性硼输送剂。Gd NCT所面临的也是同样问题。
2. 开发精确和实时的剂量测量方法，以更好地评价输注到肿瘤和人体正常组织中的照射剂量。
3. 对最近建成的，替代核反应堆的加速器基中子源进行评价。

对这些问题更深入的讨论和其在BNCT中的解决办法，有兴趣的读者可以查阅已出版的第14届，第15届和第16届国际NCT会议论文集（2011，2014和2015）[14] [48] [49]和最近出版的关于BNCT治疗高度恶性脑胶质瘤和头颈部区域复发性癌症进展状况的评述[3]。如果上述列举的问题能够解决，那么在二十一世纪，BNCT就可以在局部区域的，当今无法用其他方法治疗的恶性肿瘤治疗方面发挥重要的作用[50]。

## 亦见
- 近距离治疗

- 快中子疗法

- 质子治療